# Schizoporella obsoleta
Schizoporella obsoleta är en mossdjursart som beskrevs av Jullien 1882. Schizoporella obsoleta ingår i släktet Schizoporella och familjen Schizoporellidae. Inga underarter finns listade i Catalogue of Life.